# Звенячинська сільська рада
Звеня́чинська сільська́ ра́да — адміністративно-територіальна одиниця та орган місцевого самоврядування в Заставнівському районі Чернівецької області. Адміністративний центр — село Звенячин.

## Загальні відомості
- Населення ради: 1 158 осіб (станом на 2001 рік)

## Населені пункти
Сільській раді були підпорядковані населені пункти:
- с. Звенячин
- с. Йосипівка

## Склад ради
Рада складалася з 16 депутатів та голови.
- Голова ради: Фантух Тарас Марянович
- Секретар ради: Йоан Наталія Дмитрівна

### Керівний склад попередніх скликань
| Прізвище, ім'я, по батькові | Основні відомості                                                 | Дата обрання | Дата звільнення |
| --------------------------- | ----------------------------------------------------------------- | ------------ | --------------- |
| Богдан Василь Іванович      | Сільський голова, 1957 року народження, безпартійний              | 26.03.2006   | 31.10.2010      |
| Фантух Тарас Марянович      | Сільський голова, 1956 року народження, освіта вища, безпартійний | 31.10.2010   |                 |

Примітка: таблиця складена за даними сайту Верховної Ради України

### Депутати
За результатами місцевих виборів 2010 року депутатами ради стали:

#### За суб'єктами висування
| Суб'єкт висування | Кількість обраних депутатів | %   |
| ----------------- | --------------------------- | --- |
| Самовисування     | 16                          | 100 |

#### За округами
| № округу | Прізвище, ім'я, по батькові      | Дата визнання обраним | Освіта  | Партійна приналежність | Відомості про обраного депутата           |
| -------- | -------------------------------- | --------------------- | ------- | ---------------------- | ----------------------------------------- |
| 1        | Рогожинський Олександр Дмитрович | 02.11.2010            | середня | позапартійний          | приватний підприємець                     |
| 2        | Никоряк Наталія Георгіївна       | 02.11.2010            | середня | позапартійна           | тимчасово не працює                       |
| 3        | Богдан Мирослав Євгенович        | 02.11.2010            | середня | позапартійний          | пенсіонер                                 |
| 4        | Вржещ Людмила Ярославівна        | 02.11.2010            | середня | позапартійна           | тимчасово не працює                       |
| 5        | Равленюк Іван Ярославович        | 02.11.2010            | середня | позапартійний          | приватний підприємець                     |
| 6        | Шевчук Катерина Степанівна       | 02.11.2010            | вища    | позапартійна           | Звенячинська сільська рада, секретар      |
| 7        | Говда Ольга Василівна            | 02.11.2010            | середня | позапартійна           | ДП Дослідне господарство ПДСС, робітник   |
| 8        | Палагнюк Олеся Павлівна          | 02.11.2010            | середня | позапартійна           | пенсіонер                                 |
| 9        | Ткачук Орест Васильович          | 02.11.2010            | середня | позапартійний          | тимчасово не працює                       |
| 10       | Йоан Наталія Дмитрівна           | 02.11.2010            | вища    | позапартійна           | Заліщицьке КРВ, контролер-ревізор         |
| 11       | Ілюк Орися Михайлівна            | 02.11.2010            | середня | позапартійна           | пенсіонер                                 |
| 12       | Бачинська Марія Петрівна         | 02.11.2010            | середня | позапартійна           | пенсіонер                                 |
| 13       | Капустянська Світлана Михайлівна | 02.11.2010            | середня | позапартійна           | Звенячинський будинок культури, завідувач |
| 14       | Цюпа Ганна Іванівна              | 09.01.2011            | середня | позапартійна           | приватний підприємець                     |
| 15       | Бабчук Володимир Васильвич       | 02.11.2010            | середня | позапартійний          | тимчасово не працює                       |
| 16       | Швецов Степан Іванович           | 02.11.2010            | вища    | позапартійний          | тимчасово не працює                       |

## Населення
Згідно з переписом УРСР 1989 року чисельність наявного населення сільської ради становила 1149 осіб, з яких 530 чоловіків та 619 жінок.
За переписом населення України 2001 року в сільській раді мешкало 1158 осіб.

### Мова
Розподіл населення за рідною мовою за даними перепису 2001 року:
| Мова       | Відсоток |
| ---------- | -------- |
| українська | 98,70 %  |
| російська  | 1,04 %   |
| молдовська | 0,17 %   |